# Den døde Rotte
Den døde Rotte er en dansk stum dramafilm fra 1910 produceret af Regia Kunstfilms Kompagni og instrueret af Axel Strøm efter eget manuskript.

## Handling
Den russiske Lea Petrovitsch er sendt på fangelejr i Sibirien efter at være blevet afsløret som deltager i en nihilistisk sammensværgelse. Hun ser sin broder til pisket til døde inden det lykkes hende at flygte fra fangelejren i Sibirien til Paris, hvor hun slutter sig til nihilisterne.
I Paris kommer den russiske general på besøg på en fornøjelsestur, og nihilisterne beslutter sig for at likvidere ham ved et attentat på restauranten Den døde Rotte, hvor Lea Petrovitsch og nihilisterne dræber generalen og herefter undslipper.

## Medvirkende
- Axel Strøm - Generalen
- Johanne Dinesen - Lea Petrovitsch